# Time Travelling Blues
Time Traveling Blues – album stonermetalowego zespołu Orange Goblin wydany w 1998 roku.

## Charakterystyka albumu
Drugi studyjny album zespołu stanowiący połączenie motorowego bluesa i mięsistych metalowych riffów. Inspirowany muzyką takich zespołów jak: Rush, Led Zeppelin i Black Sabbath.
Perkusista partie swego instrumentu nagrał za pierwszym podejściem, dzięki temu brzmi świeżo i bardzo interesująco. W niektórych miejscach gra Turnera bardziej przypomina improwizację i po części nią jest. Wokal nieco przypomina to, co robił Danzig w The Misfits, jest jednak nieco wyższy i bardziej chrypliwy. Obaj gitarzyści świetnie się zgrywają tworząc z riffów i melodii jednolitą całość. Na albumie słychać mnóstwo klasycznych wpływów, a mimo wszystko nie jest on kopią, ma niepowtarzalne charakterystyczne brzmienie i klimat.
Blue Snow -
Piosenka zaczyna odgłosami wydawanymi przez silnik motocyklowy, następnie wchodzi perkusja z niezwykle ciekawym rytmem oraz prosty, a zarazem bardzo mocny riff.
Bardzo podobnie zaaranżowaną, żywą piosenką jest Solarisphere. W utworze perkusja wysunięta jest na pierwszy plan. Wokalista początkowo prawie krzyczy, po czym przechodzi w spokojny śpiew o prostej melodii by później znów posłużyć się silną ekspresją. Piosenka zbudowana jest na prostym i chwytliwym stonermetalowym riffie z wieloma zmianami tempa.
Shine -
Intro zagrane na organach Hammonda kojarzy się ze stylem gry Deep Purple. Początkowo to spokojna nastrojowa ballada. Gitarzysta używa pogłosów i kaczki. Wokalista śpiewa melodyjnie, na wokal nałożony jest pogłos. Utwór rozwija się, zmienia styl w mocny stoner rock.
The Man Who Invented Time -
Piosenka zaczyna się krótkim, dziwacznym, pijackim, monologiem. Tekst piosenki i szybki mocny riff z bardzo skomplikowanym rytmem perkusji sprawia, że piosenka przypomina Supernaut z płyty Vol. 4 Black Sabbath. Utwór gładko przechodzi w następną piosenkę.
Diesel -
Utwór instrumentalny zbudowany na szybkim, prostym poddanym progresji riffie i skomplikowanym ciekawym rytmie perkusji.
Snail Hook -
Aranżacja utworu przypomina dokonania Black Sabbath. Linia wokalu jest melodyjna. Bas miejscani jest bardziej wyeksponowany a jego gra jest bardzo spokojna.
Nuclear Guru -
Utwór bardzo podobny do utworów z The Big Black z dziwnym, wysokim, nosowym wokalem.
Lunarsville 7, Airlock 3 -
Riff początkowy grany jest wah-wah, przypomina styl Jimiego Hendriksa. Ten sam riff bez kaczki sprawia wrażenie zwiększenia mocy utworu. Utwór w miarę trwania podlega stopniowej progresji i staje się szybszy.
Time Traveling Blues -
Utwór ma południowe, leniwe brzmienie, w stylu Zaaka Wildea z gitarowymi pogłosami. W trakcie pojawiają się też partie fortepianu. Wokal pozbawiony jest udziwnień. Całość rozwija się pod koniec w stoner rockowy mocny utwór z żeńskim wokalem w tle. Ostatni utwór na albumie trwa ponad 30 minut. Faktycznie pod koniec płyty, po bardzo długiej ciszy, znajduje się nagranie z próby zespołu. Pijany gitarzysta próbuje zagrać utwór, a cała reszta obecnych mu w tym pomaga.
Reedycja z 2004 roku zawierała dodatkowo piosenkę Black Shapes of Doom i dodatkową płytę z Frequencies From Planet Ten i materiałami ze splitów z Electric Wizard.

## Lista utworów
1. Blue Snow
2. Solarisphere
3. Shine
4. The Man Who Invented Time
5. Diesel (Phunt)
6. Snail Hook
7. Nuclear Guru
8. Lunarville 7, Airlock 3
9. Time Travelling Blues

## Wykonawcy
- Joe Horae - gitara
- Martyn Millard - gitara basowa
- Pete O'Malley - gitara
- Chris Turner - perkusja
- Ben Ward – wokal